# Thaia orientalis
Thaia orientalis är en insektsart som beskrevs av Irena Dworakowska 1970. Thaia orientalis ingår i släktet Thaia och familjen dvärgstritar. Inga underarter finns listade i Catalogue of Life.